# Tournay (België)
Tournay (Waals: Tournai) is een plaats en deelgemeente van de Belgische gemeente Neufchâteau. Tournay ligt in de provincie Luxemburg en was tot 1 januari 1977 een zelfstandige gemeente.

## Demografische ontwikkeling
- Bronnen:NIS, Opm:1831 tot en met 1970=volkstellingen, 1976= inwoneraantal op 31 december
- 1910: Afsplitsing van Grandvoir in 1903

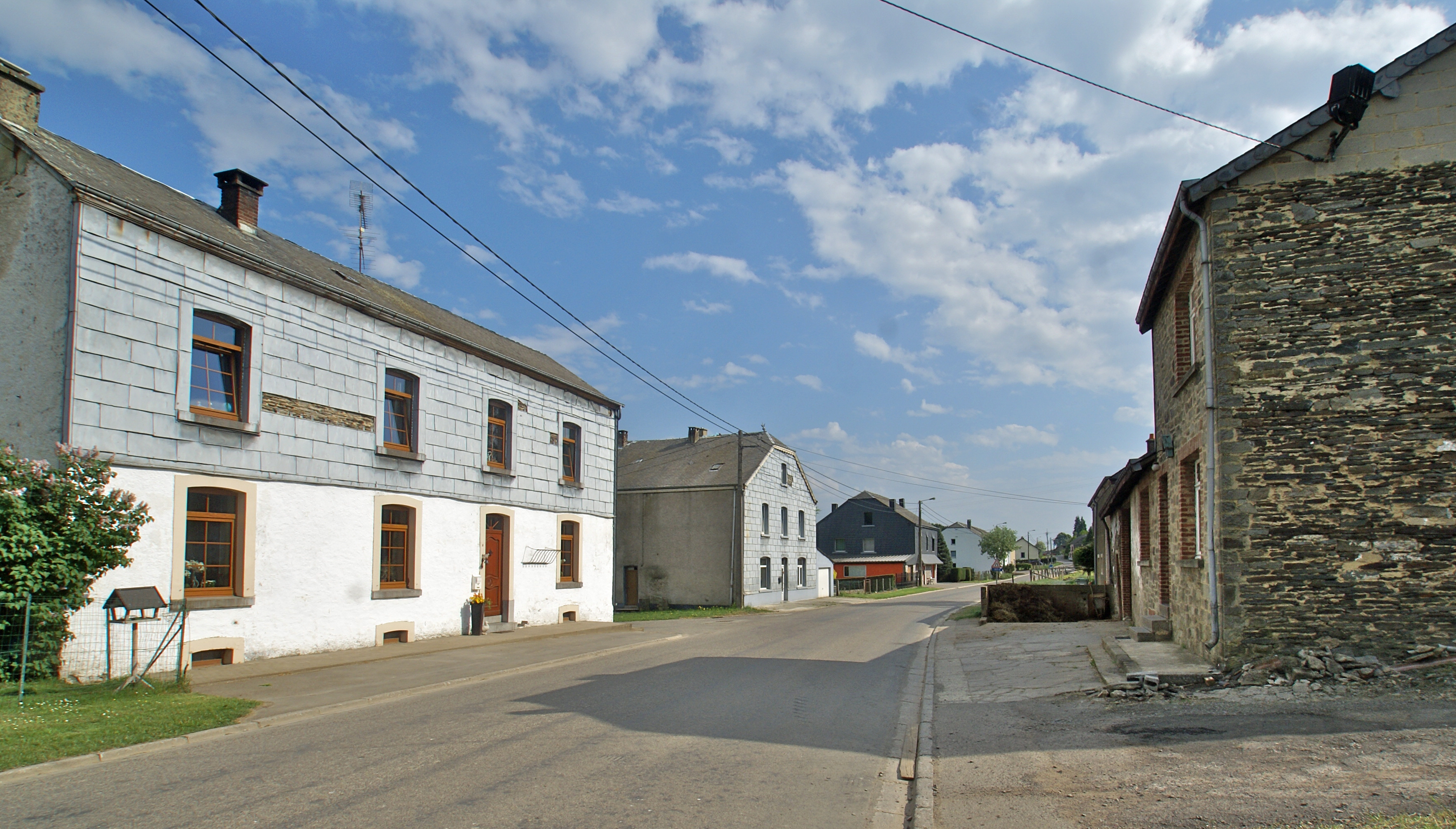
De hoofdstraat Torimont

Deelgemeenten: Grandvoir · Grapfontaine · Hamipré · Longlier · Neufchâteau · Tournay

Overige dorpen en gehuchten: Cousteumont · Gérimont · Harfontaine · Hosseuse · Lahérie · Le Sart · Marbay · Massul · Molinfaing · Mon-Idée · Montplainchamps · Morival · Namoussart · Nolinfaing · Offaing · Petitvoir · Respelt · Semel · Tronquoy · Verlaine · Warmifontaine 

Belgische gemeenten · Arrondissement Neufchâteau · Luxemburg · Wallonië